# Újvági Péter
Újvági Péter Sándor, angolul Peter S. Ujvagi (Budapest, 1949. március 31. –) magyar származású amerikai képviselő. 2003 és 2010 között képviselő Ohio állam törvényhozásában, a 47. körzetben. Toledót és Lucas megyét képviselte. Beceneve: "Kelet-Toledo polgármestere".

## Élete
Szülei Magda és Ede. 1956-ban hagyták el az országot. Egy ideig Ausztriában tartózkodtak egy menekülttáborban, majd az amerikai Toledo városába kerültek. Két testvére van, Ede és Károly. Felesége Betty Ujvagi, négy gyerekük van: Krisztina, Andrew, Elizabeth és Suzanne. Az Amerikai-Magyar Koalíció alapító tagja és vezetője, a Toledói magyar golfklub aktív tagja.
Toledóban a helyi egyetemen történelmet és politológiát tanult. Később az üzleti életben lett sikeres, az  E & C Manufacturing Co. elnöke lett, valamint ő az egyik vezetője a magyar EuroStaco Kft-nek. 1972-től a politikai életben is részt vett. 1981-től a Toledo városi tanács tagja, 1997-től 2002-ig annak elnöke. 2002-től, már harmadjára az Ohio állami törvényhozás képviselője.
Tagja volt annak az amerikai küldöttségnek, amely részt vett Antall József temetésén.
A Hungarian American National Leadership Committee (Amerikai Magyar Nemzeti Vezetőségi Bizottság) vezetőjeként támogatta Barack Obama elnöki kampányát.